# Надим, Мухаммад
Мухаммад Надим Ахмед (урду محمد ندیم احمد‎, англ. Muhammad Nadeem Ahmed, 5 марта 1972, Годжра, Пакистан) — пакистанский хоккеист (хоккей на траве), нападающий. Участник летних Олимпийских игр 2000 и 2004 годов, бронзовый призёр летних Азиатских игр 1998 года.

## Биография
Мухаммад Надим родился 5 марта 1972 года в пакистанском городе Годжра.
Играл в хоккей на траве за НБО из Лахора.
В 1994 году дебютировал в сборной Пакистана.
В 1998 году завоевал бронзовую медаль хоккейного турнира летних Азиатских игр в Бангкоке.
В 2000 году вошёл в состав сборной Пакистана по хоккею на траве на летних Олимпийских играх в Сиднее, занявшей 4-е место. Играл на позиции нападающего, провёл 7 матчей, забил 2 мяча в ворота сборной Великобритании.
В 2002 году завоевал бронзовую медаль хоккейного турнира Игр Содружества в Манчестере.
В 2004 году вошёл в состав сборной Пакистана по хоккею на траве на летних Олимпийских играх в Афинах, занявшей 5-е место. Играл на позиции нападающего, провёл 7 матчей, забил 2 мяча (по одному в ворота сборных Египта и Великобритании). Был знаменосцем сборной Пакистана на церемонии открытия Олимпиады.
Был капитаном сборной Пакистана.